# Прописная буква

Прописная (бежевая) и строчная (красная) буквы

Прописна́я бу́ква (загла́вная бу́ква, больша́я бу́ква) — буква, размер которой больше строчной буквы. Иногда отличается от строчной буквы графемой.
Во многих языках прописные буквы используются в начале первого слова предложения, в начале собственных имён или существительных, зачастую в начале каждой строки стихотворного текста. Часто их используют для выделения. Так, например, в заглавиях слова́ или целые фразы могут состоять только из прописных букв. Одними прописными или сочетанием прописных и строчных могут писаться аббревиатуры.
Разделение на прописные и строчные буквы присутствует в греческом, латинском, армянском, коптском и дезеретском алфавитах, а также в кириллице, Обэри-Окаимэ и Осейдже. В грузинском письме нет прописных букв как таковых, однако некоторые участки текста, например заголовки, могут набираться строчными буквами, построенными на манер прописных — между двумя воображаемыми горизонтальными линиями.

## Внешний вид

### Латинский алфавит
Современный стандартный латинский алфавит состоит из 26 прописных и такого же количества строчных букв:
| прописные | A | B | C | D | E | F | G | H | I | J | K | L | M | N | O | P | Q | R | S | T | U | V | W | X | Y | Z |
| строчные  | a | b | c | d | e | f | g | h | i | j | k | l | m | n | o | p | q | r | s | t | u | v | w | x | y | z |

### Кириллица
Современная русская кириллица состоит из 33 прописных и такого же количества строчных букв:
| прописные | А | Б | В | Г | Д | Е | Ё | Ж | З | И | Й | К | Л | М | Н | О | П | Р | С | Т | У | Ф | Х | Ц | Ч | Ш | Щ | Ъ | Ы | Ь | Э | Ю | Я |
| строчные  | а | б | в | г | д | е | ё | ж | з | и | й | к | л | м | н | о | п | р | с | т | у | ф | х | ц | ч | ш | щ | ъ | ы | ь | э | ю | я |

### Греческий алфавит
В новогреческом языке алфавит состоит из 24 прописных и 25 строчных букв:
| прописные | Α | Β | Γ | Δ | Ε | Ζ | Η | Θ | Ι | Κ | Λ | Μ | Ν | Ξ | Ο | Π | Ρ | Σ   | Τ | Υ | Φ | Χ | Ψ | Ω |
| строчные  | α | β | γ | δ | ε | ζ | η | θ | ι | κ | λ | μ | ν | ξ | ο | π | ρ | σ,ς | τ | υ | φ | χ | ψ | ω |

### Армянский алфавит
Современный армянский алфавит состоит из 38 прописных и такого же количества строчных букв:
| прописные | Ա | Բ | Գ | Դ | Ե | Զ | Է | Ը | Թ | Ժ | Ի | Լ | Խ | Ծ | Կ | Հ | Ձ | Ղ | Ճ | Մ | Յ | Ն | Շ | Ո | Չ | Պ | Ջ | Ռ | Ս | Վ | Տ | Ր | Ց | Ւ | Փ | Ք | Օ | Ֆ |
| строчные  | ա | բ | գ | դ | ե | զ | է | ը | թ | ժ | ի | լ | խ | ծ | կ | հ | ձ | ղ | ճ | մ | յ | ն | շ | ո | չ | պ | ջ | ռ | ս | վ | տ | ր | ց | ւ | փ | ք | օ | ֆ |

## Использование

### Русский язык
Использование прописных букв в русском языке долгое время не кодифицировалось. Исторически было принято использовать их для выделения начала предложения и имён собственных. Первая попытка кодификации правил была предпринята только в книге Мелетия Смотрицкого «Грамматика словенскія правильная синтагма» (1619 год). Согласно ей, прописной буквой должны были выделяться: «имена собственная» (Богъ, Адамъ), «достоинства» (Царь, Патриархъ, Воевода), «художества» (Грамматіка, Логіка, Филосовіа).
Тем не менее, вплоть до середины XIX века правила употребления прописных букв в русском языке оставались весьма неопределёнными. Так, в конце XVIII — начале XIX века с прописной писались все заимствованные существительные (Авторъ, Литература), названия должностей и званий (Генералъ, Профессоръ, Председатель), науки (Зѣмлеописаніе) и так далее.
Правила употребления прописных букв были систематизированы Яковом Гротом в фундаментальном труде «Русское правописание», впервые опубликованном в 1885 году и выдержавшем 22 переиздания. Эти правила были в своей основе сохранены также в «Правилах русской орфографии и пунктуации» 1956 года, которые действуют и поныне.
В русском языке прописная буква ставится в начале предложения и в начале прямой речи или цитаты. Также с прописной буквы пишутся:
- Имена собственные (имена, фамилии, отчества людей, клички животных, названия стран, городов, рек, озёр, горных цепей и отдельных пиков и так далее).
- В именах собственных, состоящих из нескольких (двух или более) слов, с большой буквы пишутся (в отличие, напр., от английского языка) только первое слово и те слова, которые сами по себе являются именами собственными: Ленинградская область, Великолукская наступательная операция, Ладожское озеро. Но есть исключения — напр., Великий Новгород, Малая Вишера, Российская Федерация, Великая Отечественная война.
- Первое слово в названии исторических эпох и событий (Варфоломеевская ночь, Июльская монархия, Первая мировая война, Октябрьская революция), а также праздников (День независимости).
- Названия политических, культурных и других мероприятий (Всемирный экономический форум, Олимпийские игры).
- Имена религиозных и мифологических персонажей, а также слова, обозначающие бога в монотеистических религиях (Иисус Христос, Аллах, Всесильный, Он — если это местоимение относится к богу монотеистической религии). Для обозначения мифологических и языческих богов используется строчная буква.
- Названия фирм, компаний и так далее, названия заключаются в кавычки.
- Некоторые должности и титулы (Президент РФ, Ваше величество) в текстах официальных документов.
- Отдельные слова в особых случаях (Родина как синоним названия родной страны, но «родина кенгуру — Австралия»; Бог как обозначение божества монотеистической религии (чаще авраамических религий — христианства, ислама и иудаизма), но древнегреческий бог, красив как бог и тому подобное).
- Необязательно, но часто, — местоимение «вы» («Вы») и все его словоформы при использовании в качестве вежливого обращения к одному человеку в личной переписке, официальных документах и тому подобном.
- Используется для выделения в официальных текстах наименований документов, обозначения сторон, участников и тому подобного, например: «…Заказчик обязуется оплатить Исполнителю…», «…Стороны пришли к соглашению…», «… несоблюдение требований Правил влечёт за собой…». Как правило, в начале документа делают уточняющую запись — «… „Правила поведения в общественных местах“ (далее — Правила)…» или «… ООО „Одуванчик“ и Иван Иванович Иванов (далее — Стороны)…».

### Английский язык
В английском языке прописные буквы ставятся в начале предложения, а также:
- Местоимение «я» («I»);
- В именах и фамилиях людей (George Washington, Agatha Christie).
- В званиях людей, когда они относятся к конкретному человеку (the doctor, но Doctor Watson, Doctor; the father, но Father Brown, Father; my uncle, но Uncle William, my Uncle William; в обращении к кому-то звание всегда пишется с прописной буквы: Mrs Jones, Doctor Owen, Professor Clark, Father/Dad, Grandma).
- В географических названиях (Russia, New York, Oxford).
- В именах собственных, состоящих из нескольких (двух или более) слов, с большой буквы пишутся все слова кроме предлогов, союзов и артиклей, не являющихся первым словом (the River Hudson, the London Bridge, Forty-Eighth Street).
- Названия месяцев и дней недели (April, Saturday).
- Названия праздников и особых дней (New Year's Day, Easter Sunday).
- Исторические периоды и важные события (the American Revolutionary War, the Great Depression, the Inquisition).
- Названия народов, рас, языков (Russian, English, East Indian, Caucasian).
- Названия книг, фильмов, газет и так далее (The Bible, Animal Farm, The New York Times).
- Буквенные аббревиатуры обычно полностью состоят из прописных букв (USA, BBC, HTML).

### Французский язык
Во французском языке прописные буквы употребляются:
- В начале предложения, фразы, стиха, цитаты, прямой речи.
- В именах собственных: именах людей (Jean, Ivan, Jean-Paul Sartre), кличках животных (Azor), названиях стран (la France, la Russie), гор (les Alpes), рек (le Rhône), городов (Lyon), улиц (rue Bossuet), зданий (l'Hôtel de Ville), судов (l'Airbus) и т. д.
- В названиях произведений искусства (la Cigale et la Fourmi, la Belle Jardinière)
- При персонификации понятий и качеств (l'État, l'Institut, la Justice, la Sagesse).
- При обозначении Бога и его синонимов (le Dieu, le Tout-Puissant).
- При обозначении почётных званий и обращений (Monsieur, Madame, Monseigneur, Sa Majesté).
- В названиях народов, национальностей и т. д. слова, образованные от названий стран, населённых пунктов, регионов, материков, континентов и т. п., пишут с прописной буквы, если они в предложении являются подлежащими (les  Américains...) или дополнениями (существительными) (...vivent en Amérique); если же они являются определениями (прилагательными), то они пишутся со строчной буквы (les Français parlent en français à leurs amis français).
- Названия дней недели, месяцев, сезонов и т. п. пишутся со строчной при обозначении даты (Je suis né le 14 juillet), но с прописной при обозначении праздника (J'ai assisté à la revue du 14 Juillet).

### Немецкий язык
В немецком языке с прописной буквы пишутся:
- Все имена существительные (как собственные, так и нарицательные)
- Вежливая форма местоимения «Вы» (Sie)[2]

### Армянский язык
В армянском языке прописная буква ставится в начале предложения и в начале прямой речи или цитаты. Также с прописной буквы пишутся:
- Имена собственные.
- Первое слово составных названий, а также и все слова некоторых названий, например Հայաստանի Հանրապետություն («Республика Армения»).
- Отдельные слова в особых случаях (например, слово Աստված «Бог»).
- Необязательно, но довольно часто, — местоимение Դուք «вы» и его словоформы.
- Некоторые должности, например, Նախագահ («Президент»), Վարչապետ («Премьер») и др.

## Программирование
В программировании может использоваться стиль кодирования «CamelCase», в котором составные слова пишутся слитно, а первые буквы частей выделяются прописными.